# Изомальтит
Изомальти́т (изома́льт, палатини́т) — O-α-D-глюкопиранозил-D-маннит, белые, сладкие на вкус кристаллы, растворимые в воде. В пищевой промышленности используется в качестве сахарозаменителя.
Изомальтит синтезируют из сахарозы, изомеризуя её на первой стадии в изомальтулозу с её последующим каталитическим гидрированием над никелем Ренея. Гидрирование ведёт к восстановлению карбонильной группы фруктозного остатка изомальтулозы, при этом образуются два изомерных глюкопиранозилальдита — мальтит и изомальтит.
По сладости изомальтит близок к сахарозе (0,5 сладости сахарозы), но плохо всасывается в кишечном тракте, используется как подсластитель и сахарозаменитель при производстве продуктов для диабетиков. Изомальт встречается в природе в сахарном тростнике, сахарной свёкле и мёде. В пищевой промышленности известен и зарегистрирован в качестве пищевой добавки Е953.

## Свойства изомальта
- Приём изомальта незначительно влияет на уровень глюкозы и инсулина у здоровых людей и больных диабетом 1-го и 2-го типа (G. Siebert и соавт., 1975; W. Bachmann и соавт., 1984; D. Thiebaud и соавт., 1984; М. Drost и соавт., 1980).
- Изомальт является пребиотиком, положительно влияет на микрофлору кишечника и, следовательно, при регулярном употреблении на состояние иммунитета в целом[1].
- Стимулирует активную работу кишечника. При обильном употреблении изомальт может оказывать слабительный эффект.[2]

После того как в 1990 году изомальт был признан безопасным продуктом и получил разрешение на использование в США, его стали использовать при приготовлении различных продуктов по всему миру.

## Применение изомальта
Изомальт придаёт продуктам объём, обеспечивает требуемую структуру, среднюю сладость. Поэтому его часто используют при приготовлении кондитерских изделий:
- шоколада,
- грильяжа,
- мягкой карамели,
- твёрдой карамели (леденцов),
- драже,
- мороженого,
- конфитюров,
- жевательной резинки,
- других пищевых продуктов.

Кондитерские изделия с изомальтом не размягчаются и не липнут к рукам, что позволяет упаковывать их в общую коробку без дополнительной обёртки.
Его температура плавления около 145 °C, поэтому его можно использовать при термообработке и в экструзионных процессах, в том числе в фармацевтической промышленности.
- Безопасные дозы до 50 г/день для взрослых и 25 г/день для детей.

- Изомальт выглядит как порошок либо гранулы белого цвета, не имеет особого запаха.
- Температура плавления изомальта около 145 °C. В расплавленном состоянии становится прозрачным. Температура кипения изомальта около 180°C, при дальнейшем нагревании до 200 °C и выше изомальт приобретает карамельный аромат и золотисто-коричневый оттенок (по аналогии с карамелизацией сахара).

- Не вызывает быстрого увеличения содержания глюкозы в крови (как при приёме сахара), что позволяет применять его в продуктах для диабетиков.

- Получил одобрение Объединённого экспертного комитета ФАО/ВОЗ по пищевым добавкам (JECFA).